# Table du Sud
Table du Sud is een van oorsprong Nederlands bedrijf dat is gespecialiseerd in het maken van eikenhouten eettafels. Het bedrijf werd in 2015 opgericht door de uit het Noord-Brabantse Leende afkomstige broers Teun en Evert Antonissen.
Table du Sud groeide binnen 10 jaar uit naar een woonwinkel met landelijke dekking waar meubels voor in de woon- en eetkamer worden verkocht. 

## Geschiedenis
Het eerste Table du Sud-meubel ontstond doordat Teun een bartafel nodig had voor zijn studentenkamer. Evert, die later zijn opleiding tot meubelmaker zou afronden, maakte deze tafel voor zijn broer. Niet veel later werden er meer tafels gemaakt en werden ook de eerste exemplaren via Marktplaats verkocht. De verkopen binnen korte tijd brachten het balletje aan het rollen.

### 2015
De vraag naar handgemaakte tafels nam snel toe. De kleine werkplaats diende op zaterdag als kleine showroom. Van de eerste bedrijfsruimte (400 m²) werd snel afscheid genomen. Met een zelfgemaakte lijmpers werd het maakproces geoptimaliseerd om aan de vraag te kunnen voldoen.

### 2016
Na iets meer dan een jaar werd de tweede woonwinkel geopend in Nieuwkoop. Hiermee werden de lijntjes naar de Randstad verkort.

### 2017 - 2018
Op basis van 1,5 boekjaar werd er krediet verkregen voor de bouw van een nieuwe werkplaats (1200 m²) in het naburige Heeze. Door de toenemende vraag wordt er snel een extra hal bijgebouwd (700 m²). Op deze plek aan de rand van Heeze wordt het hoofdkwartier van Table du Sud gerealiseerd in de vorm van een moderne werkplaats, een woonwinkel en het hoofdkantoor. In Nieuwkoop werd de relatief kleine locatie verruild voor een grotere ruimte om ook hier aan de vraag te kunnen voldoen.

### 2019 - 2020
In Heeze groeide Table du Sud door. Dit resulteerde in een nieuwe uitbreiding van 1700 m². Het oude logo werd ingeruild voor een modernere variant en de broers openden in 2020 hun derde woonwinkel in Deventer. 

### 2021
In Woonwinkel Nieuwkoop worden de laatste meubels verkocht. De verhuizing naar The Wall in Utrecht werd gerealiseerd. In Heeze vond de voltooiing van het hoofdcomplex plaats waardoor het aantal vierkante meters naar 7000 werd opgeschroefd.

### 2023
In Woonmall Alexandrium, Rotterdam werd de vierde woonwinkel geopend.

### 2025
Table du Sud is een van de nieuwe partners van Kopen Zonder Kijken.  In april van 2025 verhuisde de woonwinkel van Deventer naar Zwolle. In het centrum van deze stad werd een woonwinkel van 1200 m² geopend. 

## Locaties
De locaties van Table du Sud (anno 2025) zijn:
- Heeze (woonwinkel, werkplaats en woonwinkel)
- Utrecht, The Wall (woonwinkel)
- Rotterdam, Woonmall Alexandrium (woonwinkel)
- Zwolle, (woonwinkel)
- Leende (tweedekans woonwinkel)